# Georg Carl Heinrich Lehmann
Georg Carl Heinrich Lehmann, född 27 oktober 1815 i Köpenhamn, död där 16 september 1890, var en dansk oftalmolog.
Lehmann blev candidatus medicinæ 1840 och studerade därefter särskilt ögonsjukdomar. Han tog licentiatgraden 1846 med avhandlingen De rationibus physioiogicis et pathologich humoris aquei oculi humani, vilken blev starkt kritiserad, men erkändes av eftervärlden. Under trakomepidemin 1864–65 var han överläkare vid ett på förekommen anledning inrättat kommunalt hospital; 1872 knöts han till blindinstitutet, 1874 till dövstuminstitutet, och 1884 inträdde han i det förstas styrelse. Han redigerade "Ugeskrift for Læger" 1844–45 och var 1843–72 distriktsläkare i Köpenhamn.